# Enfrentamientos en Diffa de 2017
Los enfrentamientos en Diffa ocurrió las primeras horas de la mañana del 6 de diciembre de 2017, cuando militantes que se cree estaban afiliados al Estado Islámico del África Occidental atacaron una patrulla conjunta de las Fuerzas Especiales del Ejército de los Estados Unidos y el Ejército nigerino cerca de Diffa, en la región de la cuenca del Chad en Níger. Durante el tiroteo que siguió, el personal nigerino y estadounidense no sufrió bajas, mientras que 11 militantes, incluidos dos que llevaban chalecos suicidas, murieron. La fuerza conjunta de Estados Unidos y Nigeria también destruyó un depósito de armas enemigas. El tiroteo no fue planeado ya que el propósito de la misión era establecer "las condiciones para futuras operaciones dirigidas por socios contra organizaciones extremistas violentas en la región".

## Descripción
El ataque se produjo poco más de dos meses después de la mortal emboscada en la aldea de Tongo Tongo que dejó al menos 30 muertos, incluidos cuatro miembros del personal de las Fuerzas Especiales estadounidenses. El tiroteo de diciembre no se informó inicialmente y sólo se supo tres meses después, después de que The New York Times obtuviera un informe desclasificado elaborado para el Congreso. El tiroteo es sólo uno de los otros 10 incidentes que involucran a personal estadounidense en Níger. Durante estos tiroteos anteriores, excluyendo la emboscada que ocurrió dos meses antes, sólo unos pocos combatientes enemigos murieron y ningún estadounidense ni nigeriano resultó herido.
Este evento y, lo más destacado, la emboscada de octubre llevaron a cambios de seguridad para las fuerzas estadounidenses que operan en la región, como vehículos blindados en lugar de SUV ligeramente blindados, el armado de drones y una mirada más cercana a cuándo las fuerzas estadounidenses realizan operaciones con tropas locales.